# Stuart Lewis-Evans
Pour les articles homonymes, voir Lewis et Evans.
Pas d'image ? Cliquez ici
Stuart Lewis-Evans est un pilote automobile britannique né le 20 avril 1930 à Luton dans le Bedfordshire en Angleterre et mort le 25 octobre 1958 à East Grinstead dans le Sussex en Angleterre, des suites d'un grave accident survenu quelques jours plus tôt au Grand Prix du Maroc de Formule 1. Il a disputé 14 GP de Formule 1 entre 1957 et 1958, a inscrit un total de 16 points, décroché 2 pole positions et 2 podiums.

## Biographie
À l'image de son père, ancien pilote de Formule 3, Stuart Lewis-Evans participe de 1951 à 1956 au championnat britannique de F3. En 1956 il dispute sa première course de Formule 1, hors championnat, la BRSCC Race à Brands Hatch. Il réussit la performance de terminer à la seconde place finale.
En 1957, chez Connaught, il remporte le Glover Trophy sur le circuit de Goodwood et à Naples, il mène la course avant de renoncer. Il court alors à Monaco sur une Connaught modèle B engagée par son manager Bernie Ecclestone : sa première course en championnat le mène presque au podium, à la 4e place. Séduite par ce petit exploit, l'écurie Vanwall l'engage pour finir la saison aux côtés de Stirling Moss et de Tony Brooks. Il signe la pole position à Monza et termine 2e du GP du Maroc, disputé hors-championnat.
En 1958, il est engagé sur deux fronts: en Formule 2 au volant d'une Cooper du BRP et en F1, où Vanwall continue de lui accorder sa confiance. Il signe une nouvelle pole position au GP d'Allemagne et deux podiums (en Belgique et au Portugal). La saison se termine par le GP du Maroc, intégré désormais au championnat du monde, où Lewis-Evans s'était mis en évidence la saison précédente. Mais, victime d'une défaillance mécanique, il sort violemment de la route, et reste prisonnier de sa voiture en flammes. Grièvement blessé, il est rapatrié en Angleterre où il meurt six jours plus tard des suites de ses brûlures.

## Résultats en championnat du monde de Formule 1
| Saison | Écurie                                        | Châssis | Moteur                             | Pneus          | GP disputés | Points inscrits | Classement |
| ------ | --------------------------------------------- | ------- | ---------------------------------- | -------------- | ----------- | --------------- | ---------- |
| 1957   | Connaught Engineering Vandervell Products Ltd | B VW5   | Alta 4 en ligne Vanwall 4 en ligne | Dunlop Pirelli | 6           | 5               | 12e        |
| 1958   | Vandervell Products Ltd                       | VW5     | Vanwall 4 en ligne                 | Dunlop         | 8           | 11              | 9e         |

## Résultats aux 24 heures du Mans
| Année | Écurie                  | Châssis           | Coéquipiers    | Résultats |
| ----- | ----------------------- | ----------------- | -------------- | --------- |
| 1957  | Scuderia Ferrari        | Ferrari 315S      | Martino Severi | 5e        |
| 1958  | David Brown Racing Dept | Aston Martin DBR1 | Roy Salvadori  | Abandon   |